# Звёзды встречаются в Москве
«Звёзды встречаются в Москве» — полнометражный художественно-документальный киноочерк режиссёров Василия Катаняна и Владимира Бычкова о Первом Московском международном кинофестивале, проходившем в августе 1959 года.

## Содержание
О работе одного из крупнейших кинофестивалей мира, об участниках и гостях — советских и зарубежных актёрах, режиссёрах, приехавших на кинофорум, о тёплых встречах с коллегами и зрителями. Включены фрагменты кинофильмов из конкурсной программы, в частности «Ночи Кабирии» Ф. Феллини.
Во время встречи зарубежных гостей на площади перед киностудией «Мосфильм» Людмила Гурченко и Марк Бернес исполняют приветственную «Песенку-импровизацию».

## В ролях
- Владимир Гуляев
- Марк Бернес
- Людмила Гурченко

## Съёмочная группа
- Сценаристы:
  - Семён Нагорный
  - Иосиф Склют
- Режиссёры-постановщики:
  - Василий Катанян
  - Владимир Бычков[источник не указан 3342 дня]
- Операторы:
  - Лев Михайлов
  - Павел Русанов
  - Георгий Серов
- Художники:
  - М. Артамонов
  - Константин Савицкий
  - Михаил Морозов
- Музыкальное оформление:
  - И. Швейцер
- Дирижёр:
  - Д. Штильман
- Звукооператор:
  - Е. Индлина
- Монтажёр:
  - Т. Лихачёва
- Текст читают:
  - Т. Вдвовина
  - Г. Расторгуев
- Редактор:
  - Ю. Шевкуненко

## Премьера
- Москва, Дом кино — 15.11 и 29.11.1959
- Ленинград — 13.12.1959